# Iran ai XX Giochi olimpici invernali
L'Iran ha partecipato ai XX Giochi olimpici invernali di Torino, che si sono svolti dal 10 al 26 febbraio 2006, con una delegazione di due atleti.

## Sci alpino
| Gara    | Atleta                 | 1° manche | 2° manche | Tempo totale | Posizione |
| ------- | ---------------------- | --------- | --------- | ------------ | --------- |
| Slalom  | Alidad Saveh-Shemshaki | 1'07"57   | 1'01"99   | 2'09"56      | 41        |
| Gigante | Alidad Saveh-Shemshaki | 1'32"27   | 1'31"67   | 3'03"88      | 36        |

## Sci di fondo
| Gara                   | Atleta             | Tempo d'arrivo | Posizione |
| ---------------------- | ------------------ | -------------- | --------- |
| 15 km tecnica classica | Mojtaba Mirhashemi | 52'27"0        | 90        |